# آيت علي أو موسى (أربعاء تاوريرت)
آيت علي أو موسى هي إحدى مشيخات المملكة المغربية، تتبع جغرافيا لإقليم الحسيمة وإداريًا لأربعاء تاوريرت. يقدر عدد سكانها بـ 1735 نسمة حسب الإحصاء الرسمي للسكان والسكنى لسنة 2004.